# Никитенко, Владимир Андреевич
Владимир Андреевич Никитенко (род. 8 января 1957, Терек, Кабардино-Балкарская АССР) — советский футболист, мастер спорта СССР, полузащитник, казахстанский футбольный тренер. Дважды чемпион Казахстана и 4-кратный обладатель Кубка страны с 4 разными клубами.

## Биография
С 8 до 20 лет проживал с родителями в Туркменистане, в Ашхабаде, там же в ДЮСШ «Строитель» началась его футбольная карьера.

### Карьера игрока
В 1974 году дебютировал за клуб первой лиги чемпионата СССР ашхабадский «Строитель». В 1976 году команда была переименована в «Колхозчи». Играл правым хавбеком в паре с Курбаном Бердыевым, когда их заприметили тренеры «Кайрата» Станислав Каминский и Тимур Сегизбаев.
В 1976 году алматинский «Кайрат» выиграл первую лигу и перешёл в высшую лигу чемпионата СССР, но выездную игру в Ашхабаде проиграл «Колхозчи» со счётом 2:5. Бердыев перешёл в «Кайрат» в 1977 году, а Никитенко через год, когда окончил Казахский институт физической культуры. За 10 лет сыграл в высшей лиге чемпионата СССР 256 матчей, что стало рекордом «Кайрата» в советское время. В 1989 году стал одним из тренеров «Кайрата», заменив Курбана Бердыева, уехавшего учиться в московскую высшую школу тренеров.
В 1990—1992 годах был играющим тренером джамбулского «Химика» у Ваита Талгаева, а в 1993 — алматинского «Достыка» с Вахидом Масудовым и Юрием Коньковым. Впервые с «Достыком» выиграл в 37 лет Кубок Казахстана в финале у «Тараза». При счёте 2:2 сам вышел на поле и помог сделать хет-трик Роману Лучкину, что принесло победу 4:2.

### Тренерская карьера
С 1989 года на тренерской работе. Тренировал с десяток казахстанских команд высшей лиги и молодёжную сборную Казахстана. За период работы воспитал более 30-ти мастеров спорта, более 20-ти футболистов выступали в различные годы юношеской, молодёжной, олимпийской, национальной сборных Казахстана.
В 1994 году трио играющих тренеров Масудов — Коньков — Никитенко, уйдя из «Достыка», впервые вывело в финал Кубка Казахстана «Актюбинец». В команде также играли бомбардир Кубка (6 голов) Андрей Мирошниченко, Дмитрий Огай и Роман Лучкин, которых они привели с собой из «Достыка». В чемпионате набрали по 40 очков с шымкентским «Жигером», но уступили по разнице голов бронзовые медали.
В 1995 году трио Масудов — Коньков — Никитенко стало тренировать семипалатинский клуб «Елимай» и снова привело его к чемпионству, также «Елимай» впервые с ними выиграл Кубок Казахстана и первый Суперкубок Казахстана, дебютировал в международных турнирах — Кубок Чемпионов Содружества и Кубок Азиатских Чемпионов. Играющий тренер Масудов стал лучшим полузащитником чемпионата, а Мирошниченко — лучшим футболистом и бомбардиром чемпионата (23 гола).
В 1996 году трио пригласили тренировать свой бывший клуб алматинский «Кайрат». В 1997 году клуб завоевал бронзовые медали чемпионата и выиграл Кубок Казахстана. В 1998 году их пути разошлись: после разделения клуба Никитенко стал главным тренером СОПФК «Кайрат», а Масудов — главным тренером ЦСКА-«Кайрат». Никитенко со своим клубом снова выиграл бронзовые медали чемпионата Казахстана 1999 и взял Кубок Казахстана 2000. Но после проигрыша армейцам (0:1) в принципиальном дерби в августе 2000 был уволен.
В 2001 году в Атырау решили возродить футбольный клуб. Ваит Талгаев предложил Никитенко и Конькову поработать вместе. Так появилось тренерское трио Талгаев — Коньков — Никитенко. Новый клуб сразу дважды подряд стал вице-чемпионом страны.
В 2003 году Талгаев позвал Никитенко и Конькова тренировать грозненский клуб «Терек». Уже в следующем году команда выиграла первую лигу, набрав 100 очков в 42 играх, вышла в российскую Премьер-лигу и впервые в своей истории завоевала Кубок России и путёвку в Кубок УЕФА. Но в 2005 году «Терек», не усиливший состав, сразу вылетел из Премьер-лиги и Талгаев и его команда уехали из Грозного.
В 2006 году Никитенко стал старшим тренером алматинского клуба «Кайрат-Алматы КТЖ», но к осени покинул клуб. В сентябре 2006 году Талгаева снова пригласили в «Терек», после того, как клуб потерял все шансы вернуться в Премьер-лигу. Он вновь призвал своих друзей на помощь и в сезоне 2007 года «Терек» вернулся в высшую лигу, заняв второе место в первом дивизионе.
В 2008 году Никитенко пришёл главным тренером в кызылординский «Кайсар» и поднял команду с 10 места в прошлом сезоне на 4-е. Но сменилось руководство клуба, тренер и часть игроков ушли, в итоге в сезоне 2009 года «Кайсар» выбыл в первую лигу.
В январе 2009 года Никитенко пригласили главным тренером в шымкентский «Ордабасы». Но клуб не попал в запланированную «шестёрку» и расстался с тренером.
В январе 2010 года Никитенко согласился снова работать в тройке Талгаев — Коньков — Никитенко в талдыкорганском клубе «Жетысу». Ваит Талгаев был директором и тренером, Коньков — главным тренером, а Никитенко — старшим тренером. Но клуб тоже не попал в «шестёрку».
В декабре 2010 года Никитенко в третий раз позвали в «Кайрат», который с трудом удержался в Премьер-лиге. Контракт был подписан в марте 2011 года. Но из-за плохого старта команды (после 15 туров «Кайрат» занимал десятую строчку) Никитенко подал в отставку в июне 2011 года.
В апреле 2012 года вернулся главным тренером обратно в «Кайсар». Клуб занял девятое место в чемпионате.
В декабре 2012 года Никитенко стал главным тренером ФК «Актобе». В сезоне 2013 года выиграл с ним чемпионат Казахстана, а в 2014 году — Суперкубок. Но 6 июля 2014 года после разгрома от «Кайрата» (1:7) в чемпионате подал в отставку.
В июле 2014 года Никитенко подписал контракт с ФК «Атырау». В сезоне 2015 года клуб занял пятое место. Но старт очередного сезона не заладился и после 10 тура в мае 2016 года тренер подал в отставку.
В январе 2017 года принял молодёжную сборную Казахстана.
В январе 2018 года стал главным тренером костанайского «Тобола». В июле команда уверенно шла на третьем месте в чемпионате вслед за «Астаной» и «Кайратом», но 1 августа Никитенко подал в отставку после обидного поражения во втором раунде квалификации Лиги Европы от армянского «Пюника» (2:1, 0:1).
16 января 2020 года назначен главным тренером «Тараза»

## Достижения
«Достык»
- Обладатель Кубка Казахстана: 1993

 «Актюбинец»
- Финалист Кубка Казахстана: 1994

 «Елимай»
- Чемпион Казахстана: 1995
- Обладатель Кубка Казахстана: 1995
- Обладатель Суперкубка Казахстана: 1995

 «Кайрат»
- Бронзовый призёр чемпионата Казахстана: 1997
- Обладатель Кубка Казахстана: 1997

 «Кайрат-Бутя»
- Бронзовый призёр чемпионата Казахстана: 1999
- Обладатель Кубка Казахстана: 2000

 «Атырау»
- Серебряный призёр чемпионата Казахстана: 2001, 2002

 «Терек»
- Победитель первой лиги России: 2004
- Обладатель Кубка России: 2004

 «Актобе»
- Чемпион Казахстана: 2013
- Обладатель Суперкубка Казахстана: 2014

## Семья
Женат, воспитал 2 детей.